# Geschäftsordnung des Bundesgerichtshofs
Die Geschäftsordnung des Bundesgerichtshofs wurde am 3. März 1952 durch das Plenum des Bundesgerichtshofs erlassen (§ 140 GVG) und am 15. April 1970 sowie am 21. Juni 1971 geändert. Sie regelt den Geschäftsgang des Bundesgerichtshofs. Der Erlass der Geschäftsordnung ist die einzige dem Plenum des Bundesgerichtshofs übertragene Aufgabe. In § 2 der Geschäftsordnung heißt es hierzu: "Vor das Plenum gehören die Beratung und Beschlussfassung über die Geschäftsordnung des Bundesgerichtshofes und ihre Änderung und Ergänzung (§ 140 GVG) sowie über diejenigen den Geschäftsgang betreffenden Angelegenheiten, die der Präsident vor das Plenum verweist."
Die Geschäftsordnung hat nicht den Charakter eines Rechtssatzes; sie kann daher keine Regelungen treffen, die von den gesetzlichen Bestimmungen abweichen.